# PalaLeonessa
Il PalaLeonessa, nome assunto dal PalaEib di Brescia, è un impianto sportivo che sorge nel quartiere Chiesanuova a Brescia.
Ideato e progettato alla fine degli anni Cinquanta per ospitare la Fiera di Brescia, fu la casa del Basket Brescia dal 1972 fino al 1991. Dopo anni di chiusura, è stato ristrutturato fra il 2017 ed il 2018 per poter ospitare a partire dalla stagione 2018-2019 le partite del Basket Brescia Leonessa.
L'inaugurazione della struttura è avvenuta il 21 settembre 2018.
Il primo appuntamento nazionale che è stato disputato al suo interno è stata la Supercoppa italiana di pallacanestro maschile il 29 e 30 settembre 2018.

## Storia e progetto
Inaugurato il 21 maggio 1967 in occasione dell'Esposizione Industriale Bresciana e destinato ad ospitare la Fiera di Brescia, il PalaEib, dal nome dell'Ente Iniziative Bresciane che ne promosse la costruzione, fu fin da subito soprannominato Ciambellone per via della particolarissima forma circolare. Realizzato su progetto dell'ingegnere Franco Cremaschini, l'edificio era provvisto di una particolare struttura autoportante sostenuta da un'intelaiatura di funi metalliche sovrastanti la pianta circolare dell'edificio dal diametro di 93 metri.
A partire dall'autunno 1972 divenne un vero e proprio centro polifunzionale, cominciando ad ospitare le partite del Basket Brescia e alcuni importanti concerti. Tra i più importanti appuntamenti musicali tenutisi nel PalaEib figurano i concerti live di Gianni Morandi (24 maggio 1968), dei Pink Floyd (19 giugno 1971), dei Black Sabbath (21 febbraio 1973), dei King Crimson (20 marzo 1974), del Banco del Mutuo Soccorso (4 aprile 1975) e dei Gentle Giant (1º giugno 1976), ma anche i concerti di Fabrizio De André e della PFM (27 dicembre 1978) e di Vasco Rossi (30 aprile 1982).
L'ultima partita di basket disputata al suo interno fu giocata il 17 marzo 1991 tra Basket Brescia e Billy Desio. 
Dopo anni di abbandono e tentativi di rilancio, nell'autunno 2012 Immobiliare Fiera, proprietaria dello stabile, concordò con il Comune di Brescia la possibilità di ripristinare l'attività sportiva all'interno del PalaEib. Il 15 gennaio 2013 i rappresentanti del Basket Brescia Leonessa incontrarono il sindaco di Brescia Adriano Paroli per avviare il confronto sulla futura destinazione del Ciambellone. Solo nell'autunno 2013, tuttavia, Immobiliare Fiera riuscì a concordare con l'Amministrazione comunale di Brescia guidata dal sindaco Emilio Del Bono il rilancio della struttura e la sua trasformazione in un palazzetto a servizio del Basket Brescia Leonessa. Il progetto di ristrutturazione, disegnato dall'architetto Eliseo Papa (1943–2017), fu presentato il 5 dicembre 2014: novità del progetto era la realizzazione di una nuova struttura tubolare in acciaio esterna all'edificio pensata per ricordare la rete di un canestro.
Il progetto di recupero fu approvato dal Consiglio comunale di Brescia il 5 giugno 2015.
Dopo alcuni ritardi dovuti alla non facile situazione economica dell'Immobiliare Fiera, i lavori di ristrutturazione cominciarono il 27 febbraio 2017 e si conclusero nell'estate 2018. Il 18 maggio 2018 la struttura quasi ultimata fu temporaneamente aperta al pubblico per una visita in anteprima. Durante tale prima apertura l'edificio fu visitato da più di 2.000 persone in un solo giorno.
Il 18 giugno 2018 il sindaco di Brescia Emilio Del Bono e la presidente della Basket Brescia Leonessa Graziella Bragaglio hanno presentato il nuovo logo del PalaLeonessa.
La struttura è stata inaugurata venerdì 21 settembre 2018. Il 28 settembre successivo è avvenuta la cessione di proprietà da Immobiliare Fiera al Comune di Brescia.
Al suo interno trova spazio una curva intitolata alla memoria di Marco Solfrini.